# Nikolaus Baur
Nikolaus Baur, auch Nicolaus Baur, (* 6. November 1816 in Trier; † 2. Oktober 1879 in München) war ein deutscher Historienmaler der  Düsseldorfer und der Münchner Schule.

## Leben
Nicolaus Baur, Sohn eines Schmieds aus Trier, absolvierte von 1837 bis 1840 ein Studium der Malerei im Antikensaal von Carl Ferdinand Sohn an der Kunstakademie Düsseldorf. 1849 immatrikulierte er sich an der Königlichen Akademie der Bildenden Künste in München, wurde unter anderen Schüler von Joseph Schlotthauer, und schloss im Jahre 1851 mit dem Studium ab. Ab 1860 war er Mitglied im Münchner Verein für Christliche Kunst. Sein Grab befindet sich auf dem Alten Nördlichen Friedhof München.

## Werk
Neben seinen Fresken mit religiösen Kompositionen in Kirchen in und außerhalb Münchens machte sich Nikolaus Baur mit mythologischen und historischen Szenen und Porträts einen Namen. Durch den Auftrag eines Porträts von König Maximilian II. erhielt Baur den Auftrag zu zwei Wandgemälden für das Bayerische Nationalmuseum in der Prinzregentenstraße in München, heute im Museumsbau.

## Werke (Auswahl)
- Kniebild König Maximilian II. von Bayern, 1851, Städtische Sammlungen, Wasserburg am Inn[6]
- Wandmalerei Die protestantischen Fürsten übergeben im Jahre 1530 zu Augsburg dem Kaiser Karl V. ihr Glaubensbekenntnis, ehemals Bayerisches Nationalmuseum, Alter Bau, Saal V
- Wandmalerei Anton Fugger der Reiche wirft den Schuldschein Karls V. in das Kaminfeuer, an dem der Kaiser sitzt, ehemals Bayerisches Nationalmuseum, Alter Bau, Saal V
- Diana als Jägerin, 1870[7]
- Drei gerahmte Bilder (Abendmahl, Immaculata sowie Anbetung des Jesuskindes durch die Hirten), signiert >Nic. Baur München 1878< in der Spitalkirche St. Johannes in Bad Reichenhall
- Der Hl. Michael mit Schwert auf seinem Gegner stehend, 1840; Öl auf Leinwand, 164 × 84 cm (Kunsthandel)
- Knabe mit Hund in Landschaft, 1847; Öl auf Leinwand, 112 × 91 cm (Kunsthandel)